# Drostanolone
Il Drostanolone (DCI, noto anche come dromostanolone o Drolban o Masteron, è uno steroide anabolizzante.
In campo medico è utilizzato soprattutto per abbassare i livelli di colesterolo e come agente antineoplastico nel trattamento di alcuni tipi di cancro.
È più comunemente commercializzato come drostanolone propionato estere ed è molto utilizzato nello sport come forma di doping, in quanto consente di ottenere un ottimo aumento di forza a fronte di un limitato aumento della massa corporea: questo vale soprattutto per un suo derivato, il fluossimesterone, che viene usato in medicina per curare l'anemia.